# Крымка (Бердянский район)
Крымка (укр. Кримка) — село,
Долинский сельский совет,
Бердянский район,
Запорожская область,
Украина.
Код КОАТУУ — 2320682003. Население по переписи 2001 года составляло 227 человек.

## Географическое положение
Село Крымка находится на расстоянии в 3,5 км от села Долинское.
По селу протекает пересыхающий ручей с запрудой.

## История
- 1820 год — дата основания как село Брунова.
- В 1918 году переименовано в село Крымка.